# Under Satanæ
 (mai 2020).
Albums de Moonspell
Memorial
(2006) Night Eternal
(2008)
Under Satanae est une compilation du groupe Moonspell sortie en 2007 contenant le réenregistrement de l'EP Under the Moonspell sorti en 1994, la démo Anno Satanae, et le morceau Serpent Angel de l'époque Morbid God.

## Liste des chansons
1. Halla Alle Halla Al Rabka Halla (Praeludium/Incantatum Solistitium)
2. Tenebrarum Oratorium (Andamento I/Erudit Compendyum)
3. Interludium/Incantatum Oequinoctum
4. Tenebrarum Oratorium (Andamento II/Erotic Compendyum)
5. Opus Diabolicum (Andamento III/Instrumental Compendyum)
6. Choraï Lusitania (Epilogus/Incantatum Maresia)
7. Goat On Fire
8. Ancient Winter Goddess
9. Wolves From The Fog
10. Serpent Angel

## Classement
12e au Portugal